# 의령 서동리 남군보 묘표
의령 서동리 남군보 묘표(宜寧 西洞里 南君甫 墓表)는 대한민국 경상남도 의령군 의령읍에 있는 비석이다. 2010년 4월 8일 경상남도의 문화재자료 제 501호로 지정되었다.

## 개요
이 비석은 비석 가운데 가장 간단한 형태의 묘표(墓表)이며 비문의 찬자인 동고 최립이 이 비문을 짓게 된 내력과, 남군보의 묘소를 발견하고 수호한 전말 등을 기록해 둔 것으로 남군보의 묘소가 조선초기에 발견되는 경위를 구체적 인물을 등장시켜 기술하고 있으며, 더욱이 임진왜란 이전에 세워진 비석이므로 그 중요성을 감안하여 문화재자료로 지정되었다.

## 같이 보기
- 남군보 - 의령 남씨의 시조

## 참고 자료
- 의령 서동리 남군보 묘표 - 국가유산청 국가유산포털